# Dicropleon morator
Dicropleon morator là một loài chân đều trong họ Bopyridae. Loài này được Markham miêu tả khoa học năm 1982.